# Parada de Rubiales
Parada de Rubiales es un municipio y localidad española de la provincia de Salamanca, en la comunidad autónoma de Castilla y León. Se integra dentro de la comarca de La Armuña. Pertenece al partido judicial de Salamanca y a la Mancomunidad La Armuña.
Su término municipal está formado por un solo núcleo de población, ocupa una superficie total de 31,59 km² y según los datos demográficos recogidos en el padrón municipal elaborado por el INE en el año 2017, cuenta con una población de 267 habitantes.

## Etimología
Consta sin variantes desde el siglo XIII. En el área portuguesa, los numerosos topónimos Parada o Paradela han sido interpretados como rellanos o descansos, generalmente situados al final de una cuesta ardua. Con un significado semejante se registran en ámbito catalán topónimos cuya base es el lat. PAUSA ‘parada, reposo’; análogamente, el topónimo menor Lo Reposador dels Bous ‘el descansadero de los bueyes’. Análogo sentido tiene el topónimo Pousafoles (posa-odres). En Galicia, son frecuentes los topónimos del tipo Alto do Posadouro, Chan do Posadouro: “más que a un parador o mesón, parecen referirse a una superficie llana o reposadero natural del terreno”. En el caso de Parada de Rubiales, sin embargo, el paisaje llano puede sugerir preferiblemente una interpretación como 'mesón, parador'.
Es abundante en la toponimia mayor (también en Salamanca, Parada de Arriba) y menor. El Teso de la Parada, en Argujillo. El topónimo menor Las Parás de Calzada de Valdunciel alude probablemente al descansadero natural que proporcionaba este altozano a quienes regresaban de las aceñas o de Valcuevo, ya fatigados tras la larga subida.

## Historia

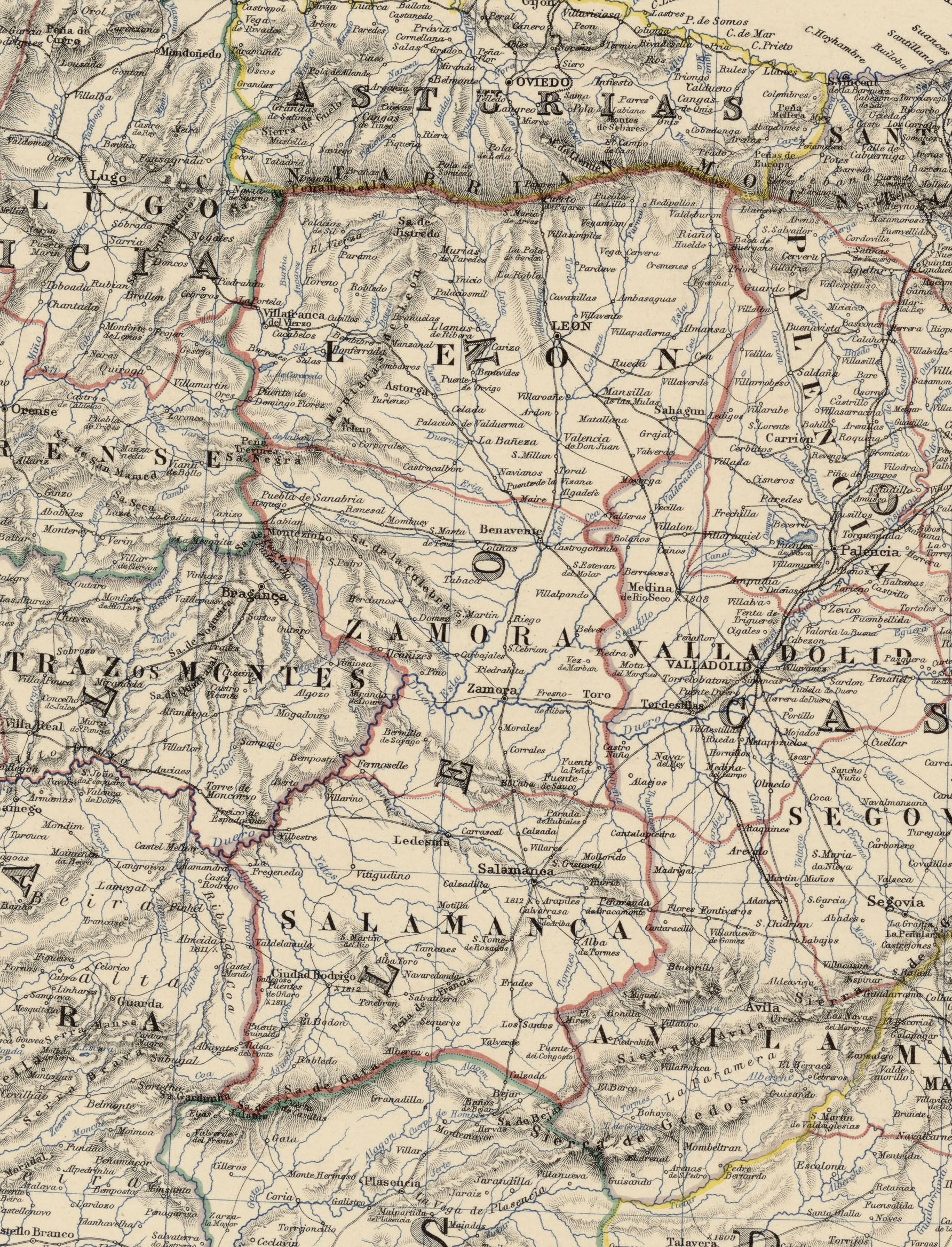
Detalle del mapa Spain & Portugal, realizado en 1864 por Keith Johnston, en el que se puede observar Parada de Rubiales.

El primer documento que menciona a Parada de Rubiales entre sus páginas es del 17 de enero de 1268 aunque, probablemente, sus orígenes se remonten a finales del siglo XI o principios del XII. La repoblación ordenada por Alfonso VI de León, parece ser el inicio de las localidades de Rubiales y de Parada. El primero de éstos, Rubiales, se asentaba junto a la Cañada y el monte de Rubiales mientras que Parada, como hoy, se situaba junto al arroyo de Perales y la Cañada Vieja. A Parada, probablemente se le bautizó así, porque era lugar de descanso de personas y ganado, habiendo sido conocida como la Parada de Rubiales, por estar situada al lado de Rubiales. Precisamente en el caso de este último, el origen de sus primeros pobladores se sitúa en gentes procedentes de Galicia, anexándose su término al de Parada después de despoblarse por completo en el siglo XVI (en el siglo XVIII todavía se estaba pagando un censo de 30000 reales por la compra del término de Rubiales, por lo que posiblemente la adquisición fue en este siglo). En la construcción de algunos de los edificios de Parada de Rubiales, se emplearon piedras traídas del despoblado de Rubiales. También de su iglesia proceden algunos ornamentos y el Cristo del siglo XV que atesora ésta. Con la creación de las actuales provincias en 1833, Parada de Rubiales quedó encuadrado en la provincia de Salamanca, dentro de la Región Leonesa.

## Geografía
Integrado en la comarca de La Armuña, se sitúa a 31 kilómetros de la capital provincial. El término municipal está atravesado por la Autovía de Castilla  A-62  entre los pK 206 y 212, además de por la carretera de Burgos a Portugal por Salamanca  N-620 , alternativa convencional a la anterior, y por la carretera local que permite la comunicación con Espino de la Orbada. 
Su paisaje característico es la llanura, el propio de la comarca de La Armuña. En la parte norte del término municipal, concretamente en el monte de Valdemoros, cerca del pico Rubiales (918 metros), se encuentra un bosque de pinos y encinas. La altitud oscila entre los 918 metros (pico Rubiales) y los 835 metros, en las cercanías del arroyo de San Moral, en el límite con Cañizal. El pueblo se alza a 847 metros sobre el nivel del mar. 
| Noroeste: Villaescusa (Zamora)                       | Norte: Villaescusa (Zamora)          | Noreste: Cañizal (Zamora)    |
| Oeste: Villaescusa (Zamora) y Aldeanueva de Figueroa |                                      | Este: Cañizal (Zamora)       |
| Suroeste: La Orbada                                  | Sur: La Orbada y Espino de la Orbada | Sureste: Espino de la Orbada |

## Geografía humana

### Demografía
Cuenta con una población de 241 habitantes (INE 2024).
| Gráfica de evolución demográfica de Parada de Rubiales entre 1842 y 2021                                              |
| |
| Población de derecho según los censos de población del INE. Población de hecho según los censos de población del INE. |

## Cultura

### Fiestas
Sus fiestas patronales son el 16 de junio en honor a San Quirico. El 3 de febrero también se celebra San Blas.
Alrededor del 15 de agosto se celebran las fiestas de verano, dedicadas especialmente a los hijos del pueblo que están lejos y regresan esos días a su tierra.
Las mujeres tienen su propia fiesta el 5 de febrero, la de Las Águedas.

### Lugares de Interés

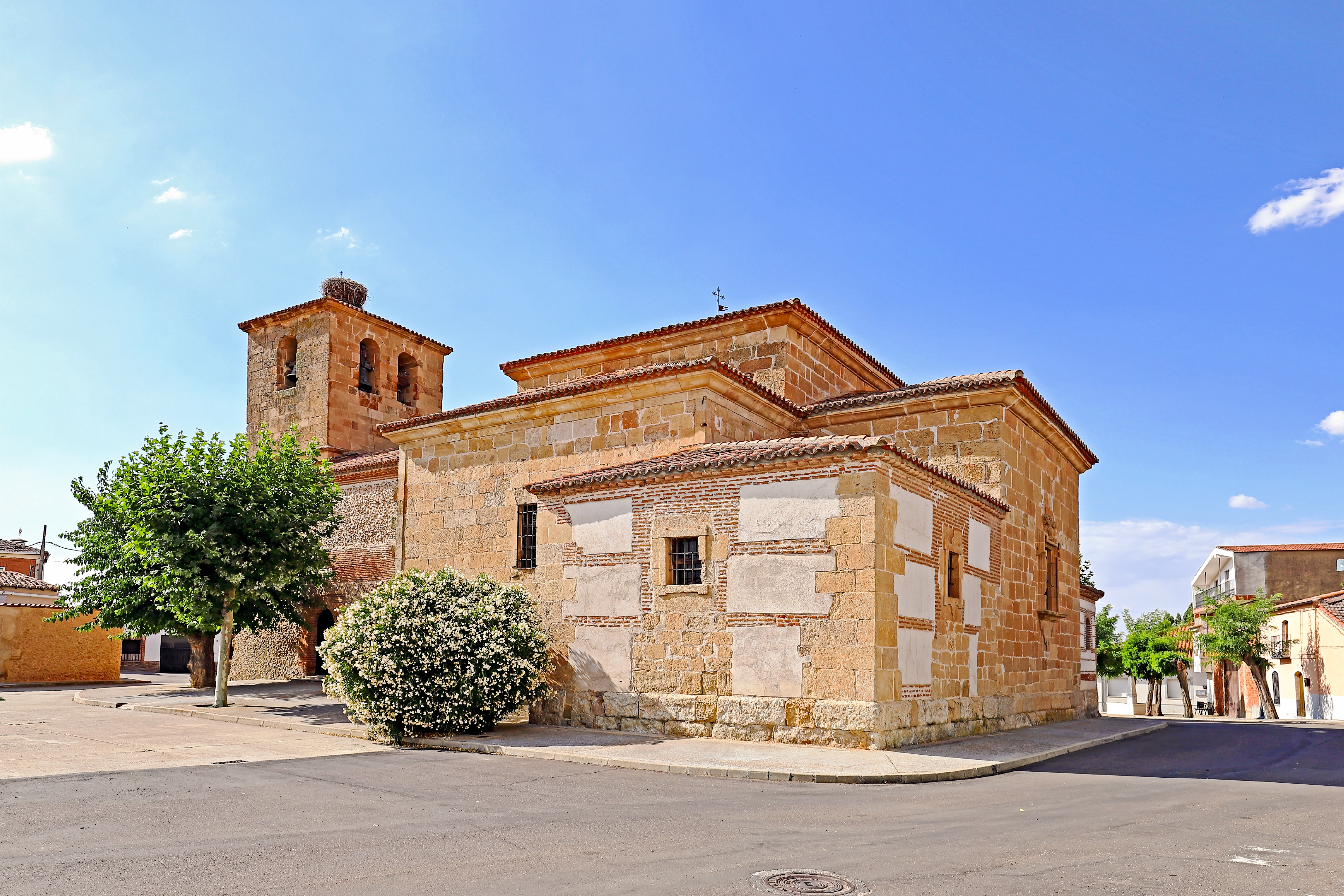
Iglesia parroquial Nuestra Señora de La Asunción

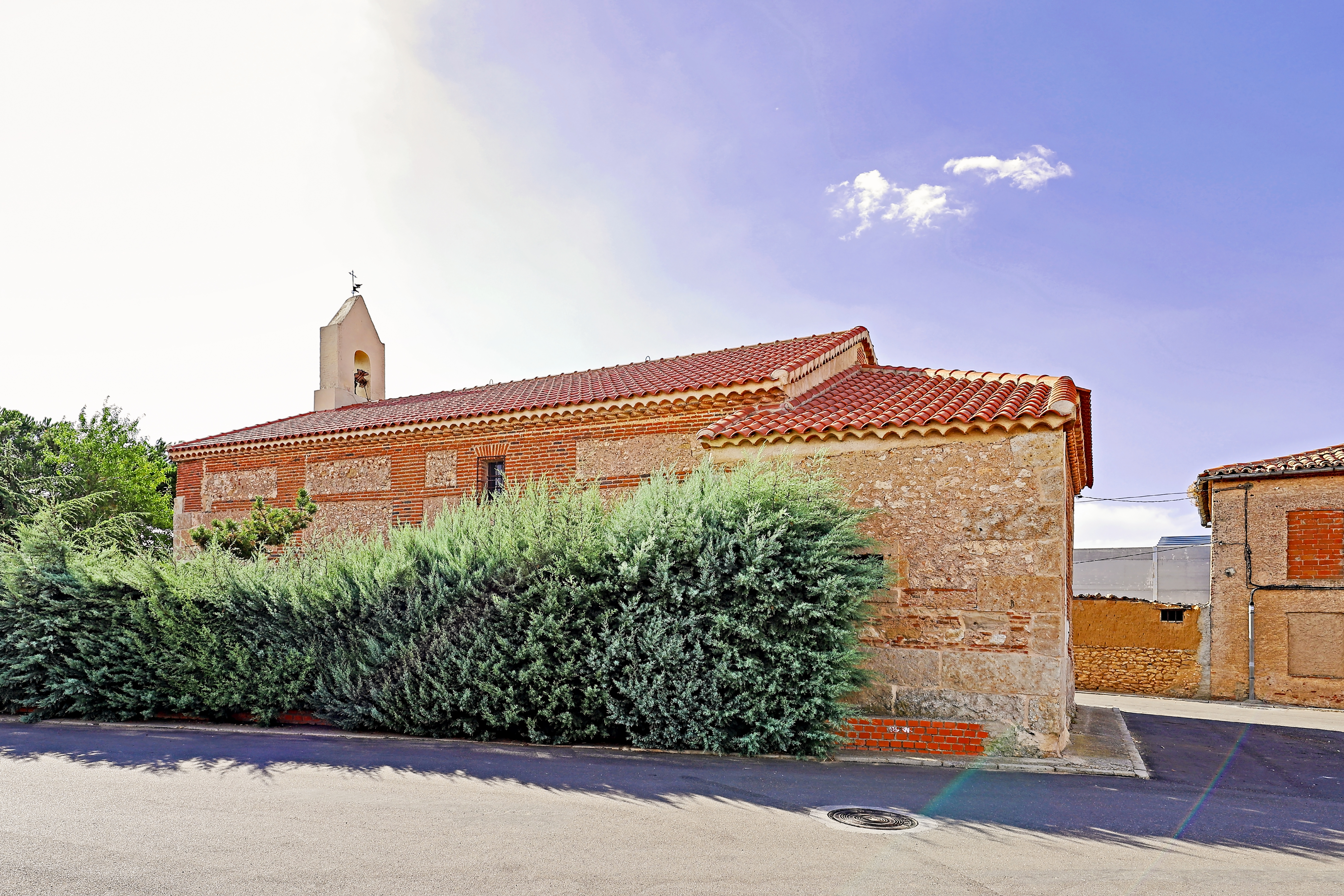
Ermita del Santo Cristo del Humilladero

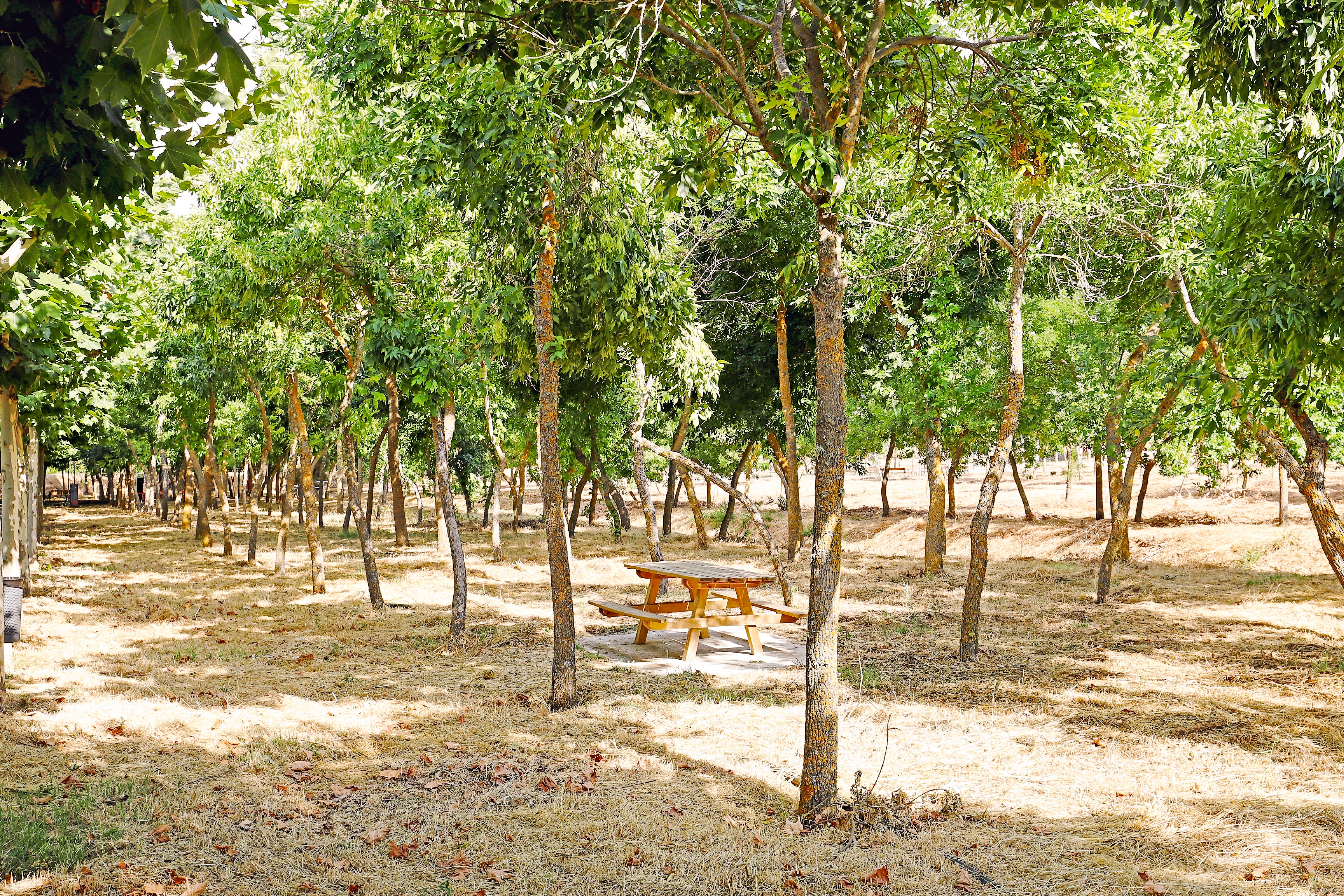
Parque La Alameda

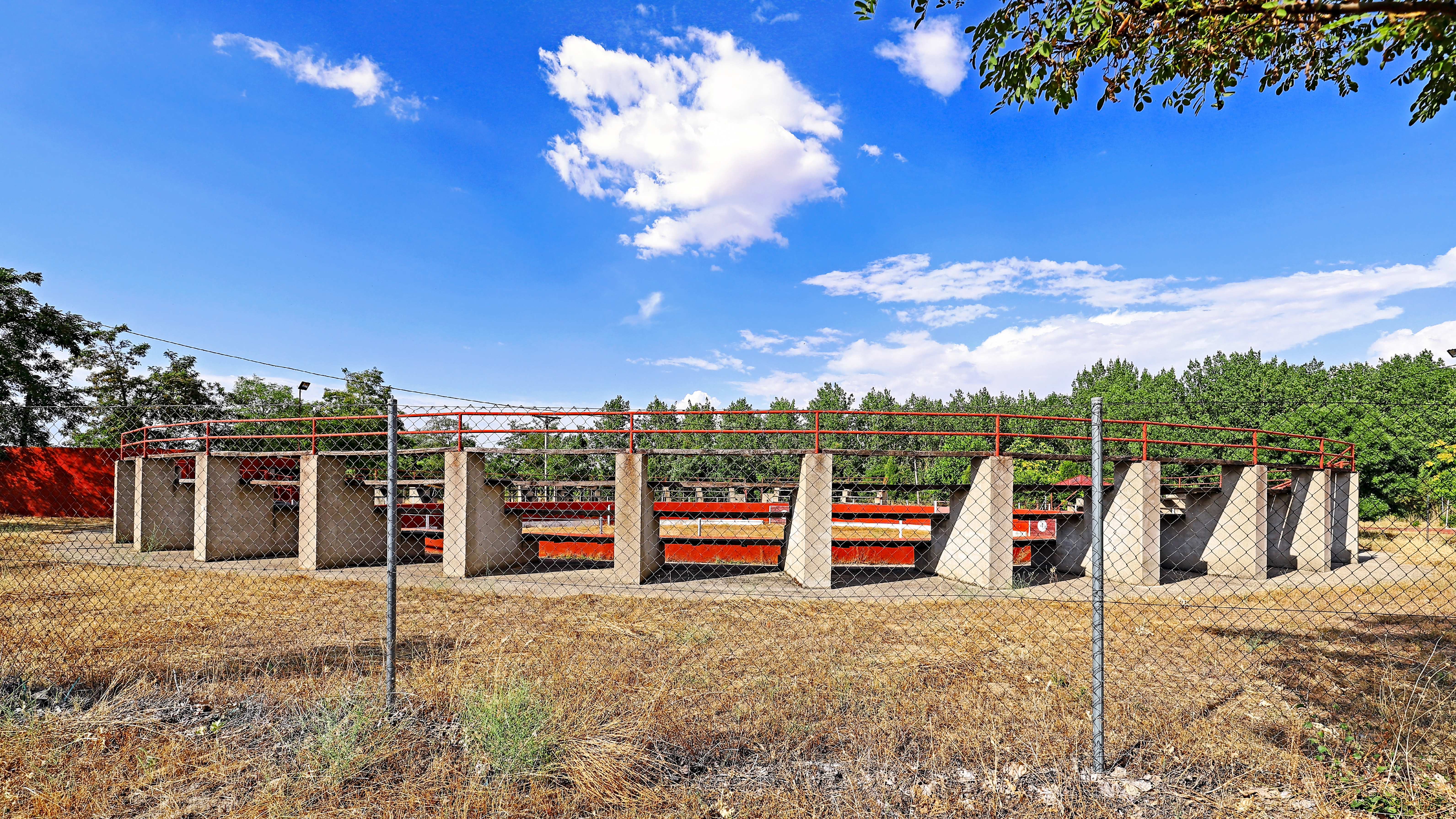
Plaza de toros

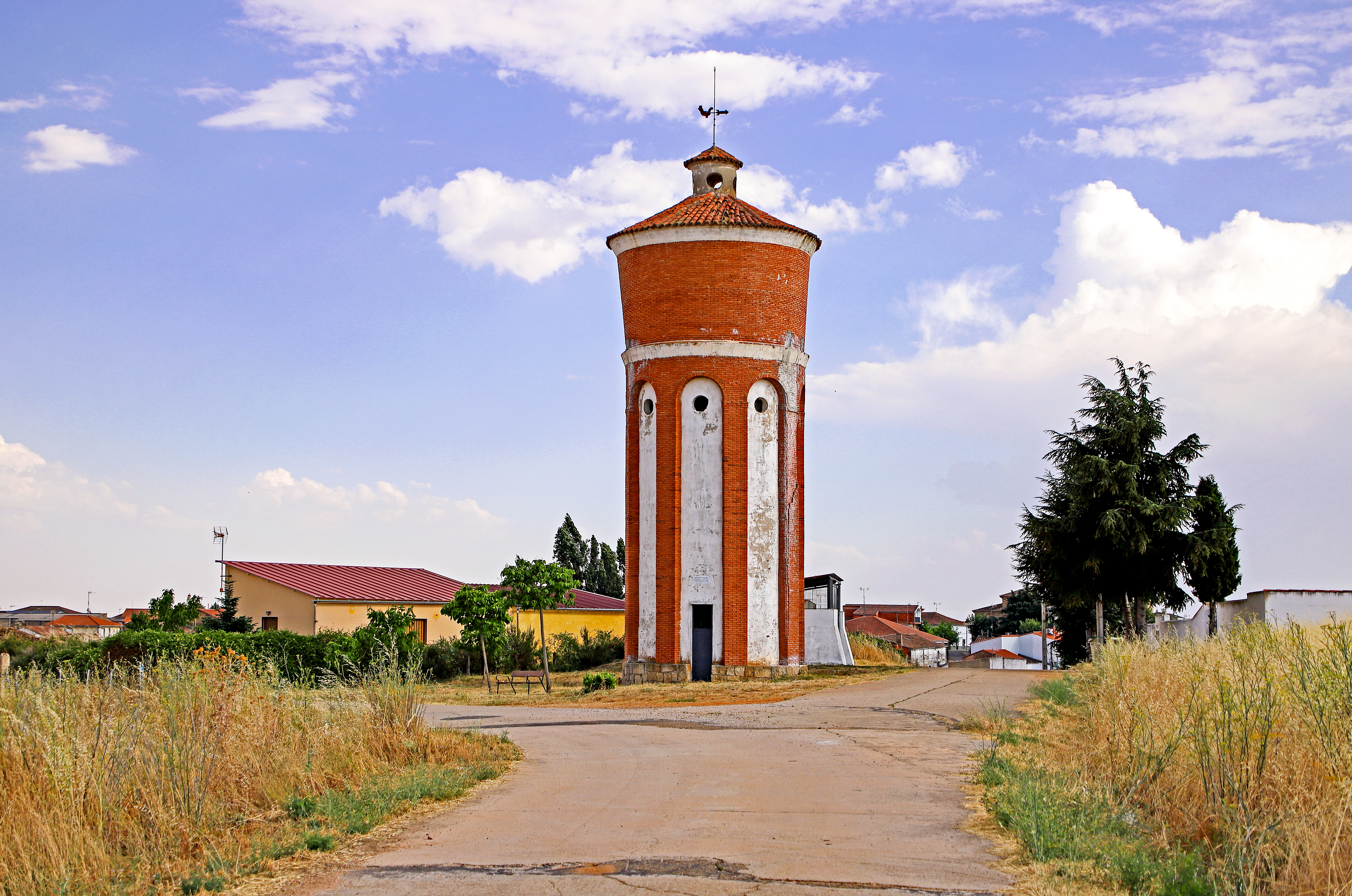
Depósito de agua

- Iglesia parroquial de Nuestra Señora de la Asunción. Se asienta en una encrucijada de caminos, consecuencia de la función del pueblo como «parada» de la trashumancia en sus orígenes, con acceso a la red de cañadas de «La Mesta». Se trata de un templo de cruz latina y una sola nave, formado por tres partes bien diferenciadas: La más antigua, de estilo románico-mudéjar, tiene arcos de ladrillo y techo de madera, seguramente anteriores al siglo XV. Se alarga hasta el arco de piedra de medio punto, que se construyó en 1675 como soporte de la cúpula. Las paredes son de mampostería, con cantos rodados a la vista y pequeños aleros de ladrillo. La puerta original de acceso, ya en desuso, está orientada al mediodía con las señales de un antiguo pórtico sobre ella. La torre, de piedra de cantería y planta rectangular, con 6 huecos para otras tantas campanas, consta de tres cuerpos separados por cornisas, y es un añadido del año 1575 que sustituyó a la vieja espadaña original, conservando todavía los restos de un reloj de sol apenas visible en su cara sur. La tercera parte y la más importante, la constituye la ampliación que se hizo entre los años 1675 y 1681, de estilo barroco, bóveda de cañón y arquería de ladrillo. Incluye el crucero, el ábside y la cúpula.

- Ermita del Santo Cristo del Humilladero levantada en el siglo XVIII, la restauración de un óleo de San Pedro en la bóveda descubrió una inscripción que data de 1734. En su portada se levantó un calvario o humilladero, ya desaparecido. La obra es de planta rectangular y sus paredes de mampostería y ladrillo, con refuerzos de piedra de cantería en las esquinas y los zócalos. La techumbre original era un artesonado de madera, hundido en 1878, y la espadaña de cemento es obra de una restauración de 1955, así como la cruz del humilladero. Desde sus inicios se colocó en ella el Santo Cristo de Rubiales y la cofradía de la "Vera Cruz". Los cofrades celebraban en ella tres reuniones anuales, el tres de mayo, por pentecostés y el 14 de septiembre.

- Bodegas. Sin duda, lo que más caracteriza al pueblo son sus bodegas, poseyendo más de 150 bodegas antiguas. El subsuelo de toda la población está lleno de ellas, pasillos largos que se entrecruzan, estancias más amplias que siempre tienen una puerta que comunica con otra bodega cercana. Sus techos son siempre abovedados, con arcos de medio punto.

- Parque de La Alameda. Se trata de una zona de plantación de arbolado, con una extensión superior a 5 hectáreas dentro del mismo casco urbano, acondicionada como un parque de recreo y paseos. Además, ofrece servicios para la realización de actividades deportivas, ya que cuenta con instalaciones como pista de fútbol sala, pista de frontón, cancha de baloncesto y zona de juego de calva.

- Plaza de Toros.

- Depósito de agua.

## Administración y política
| Partido político                         | 2019  | 2019  | 2019       | 2015  | 2015  | 2015       | 2011  | 2011  | 2011       | 2007  | 2007  | 2007       | 2003  | 2003  | 2003       |
| Partido político                         | %     | Votos | Concejales | %     | Votos | Concejales | %     | Votos | Concejales | %     | Votos | Concejales | %     | Votos | Concejales |
| Partido Popular (PP)                     | 54,23 | 109   | 4          | 66,67 | 144   | 5          | 71,06 | 167   | 5          | 74,80 | 184   | 6          | 72,90 | 191   | 5          |
| Partido Socialista Obrero Español (PSOE) | 44,28 | 89    | 3          | 32,41 | 70    | 2          | 26,38 | 62    | 2          | 19,51 | 48    | 1          | 24,81 | 65    | 2          |